# Nova Beala Reka, Șumen
Nova Beala Reka (în bulgară Нова Бяла Река) este un sat în comuna Vărbița, regiunea Șumen,  Bulgaria. 

## Demografie
Componența etnică a satului Nova Beala Reka
     Nicio identificare (27,96%)
     Bulgari (2,12%)
     Turci (11,85%)
     Romi (0%)
     Altele (58,05%)
La recensământul din 2011, populația satului Nova Beala Reka era de 565 locuitori. Din punct de vedere etnic, majoritatea locuitorilor (58,05%) erau alte naționalități, existând și minorități de turci (11,85%) și bulgari (2,12%). Pentru 27,96% din locuitori nu este cunoscută apartenența etnică.